# Karla Faye Tucker
Karla Faye Tucker Brown (Houston, 18 novembre 1959 – Huntsville, 3 febbraio 1998) è stata una criminale e prostituta statunitense, prima donna giustiziata negli Stati Uniti dal 1984 e la prima in Texas dal 1863.
Venne condannata alla pena di morte per duplice omicidio in concorso con altri nel 1984 e la condanna venne eseguita nel 1998. Il suo caso, come quelli di sei anni dopo riguardanti Dominique Green e Kenneth Foster, contribuì al dibattito internazionale e negli USA sulla pena di morte, anche per la mobilitazione per salvarle la vita, di cui facevano parte papa Giovanni Paolo II e Oscar Luigi Scalfaro, specialmente a motivo del suo cambiamento di vita e della sua conversione al cristianesimo.

## Il caso
Karla Faye Tucker nacque in una famiglia problematica (il padre, non biologico, era uno scaricatore di porto che se ne andò di casa, mentre la madre, Carolyne Moore (1936-1979), era una prostituta tossicodipendente e groupie di una rock band); a otto anni fumava sigarette, mentre a 12 faceva uso di droghe pesanti, come eroina, e si prostituiva seguendo l'esempio della madre, per vivere e procurarsi la droga. A 16 anni si sposò con un meccanico, divorziando poco dopo. Nel 1983, sotto l'effetto delle droghe, con il fidanzato dell'epoca Daniel Garrett e alcuni complici, Karla Tucker uccise per rapina o più probabilmente per vendetta il suo ex compagno Jerry Lean Dean, colpevole di averle rubato delle fotografie e di aver picchiato una sua amica, l'ex moglie di Dean, Shawn; entrambi colpirono a colpi di piccone e martello (impugnato da Garrett) Dean e Deborah Thornton che si trovava nel letto di lui. Quest'ultima venne uccisa da Karla utilizzando una piccozza, in quanto testimone scomoda del primo omicidio e poiché amante di Dean stesso, da cui si era rifugiata dopo essere fuggita dal marito, Richard Thornton, obeso, malato e violento, con il quale aveva avuto quattro figli.
Karla venne quindi condannata a morte l'anno successivo, con la testimonianza determinante del fratello di Garrett, con cui lei e i complici si erano vantati del delitto. Anche Garrett fu condannato a morte, ma morì in carcere di epatite prima dell'esecuzione, nel 1993. Gli altri ebbero pene minori, dall'ergastolo in giù. Durante la carcerazione la Tucker si disintossicò per la prima volta nella sua vita e non assunse mai più droghe, si avvicinò alla lettura della Bibbia e divenne parte dei cristiani rinati evangelici, che sostenne la sua grazia, nella maggioranza dei suoi esponenti; sposò in seconde nozze il cappellano evangelico del carcere, il reverendo Dana Lane Brown e si dedicò ai programmi di recupero di detenuti tossicodipendenti. Quando decise di chiedere la grazia non richiese la libertà vigilata, ma accettò l'ergastolo senza condizionale, chiedendo di poter lavorare come volontaria e assistente spirituale accanto a un pastore o ministro di culto evangelico per gli altri detenuti e detenute.
L'ultima donna messa a morte in Texas era stata giustiziata nel 1863 durante la guerra civile, mentre in tutto il Paese nel 1984; prima ancora non c'erano state esecuzioni di donne dal tempo di Ethel Greenglass e di suo marito Julius Rosenberg, accusati di spionaggio nel 1953; inoltre il Texas, nonostante o forse proprio per il maschilismo diffuso, considerava il crimine violento tipicamente maschile e si opponeva alla criminalizzazione eccessiva delle donne. Per ciò, per la sua vita difficile e per la celebre e pubblicizzata sui giornali conversione al cristianesimo, ci fu un grande e inusuale movimento internazionale e nazionale che chiedeva la grazia e la commutazione della pena in ergastolo; esso comprendeva anche alcuni rappresentanti politici e diplomatici di alcuni governi stranieri, tra essi il Presidente della Repubblica Italiana Oscar Luigi Scalfaro (in gioventù come procuratore aveva chiesto la pena capitale per alcuni fascisti, ma in seguito ne era divenuto uno strenuo oppositore, per le sue convinzioni cattoliche e giuridiche), che chiese ufficialmente un provvedimento di clemenza, oltre a papa Giovanni Paolo II, sempre attivo sul fronte abolizionista, assieme a numerosi esponenti di varie religioni come il telepredicatore battista-evangelico della destra cristiana Pat Robertson e varie associazioni abolizioniste, anche se in misura minore - per quanto riguarda l'estero - rispetto a quanto avvenuto per Joseph O'Dell, ignorato in patria ma sostenuto in Europa (probabilmente per il fatto che si era dichiarato strenuamente innocente) o per altri condannati celebri difesi dall'opinione pubblica. L'inusuale simpatia verso di lei portò negli anni seguenti anche sociologi e studiosi della pena di morte a studiare il caso mediatico e il modo in cui fu gestito anche visivamente.
La Commissione per la Grazia e la Libertà Condizionale del Texas (affermando che se graziata sarebbe potuta uscire nel 2003, secondo la legge texana) e l'allora governatore dello Stato George W. Bush - appartenente anch'egli ai cristiani rinati, ma che si oppose alla sospensione per tenere fede al suo programma elettorale e rispondere alle accuse secondo le quali solo gli uomini di colore subiscono solitamente la pena di morte - rifiutarono la commutazione della pena e la Tucker venne giustiziata tramite iniezione letale nella prigione di Huntsville, alle ore 18:45 del 3 febbraio 1998. All'esecuzione erano presenti il padre, la sorella e il marito di Karla, oltre al fratello di Deborah Thornton che, a differenza del marito della vittima (anch'egli presente con i parenti e forte sostenitore del provvedimento), aveva chiesto anch'egli la grazia, ritenendo il caso della Tucker come un "buon esempio di funzionamento del sistema" e "ravvedimento". La matrigna di Karla non volle assistere perché troppo turbata. Karla Faye Tucker è sepolta al Forest Park Lawndale Cemetery di Houston.

## Reazioni all'esecuzione
Il caso Tucker avvenne nello stesso periodo in cui la magistratura italiana indagava sulla strage colposa del Cermis a opera di piloti statunitensi e nello stesso periodo in cui veniva trattata (da tempo senza alcun successo) l'estradizione di Silvia Baraldini, detenuta negli USA per reati collegati alla politica, in particolare per aver favorito l'evasione di Assata Shakur: questi fatti, soprattutto quelli del Cermis, uniti alla forte emozione per l'esecuzione, portarono il presidente italiano Scalfaro a lanciare un duro attacco verbale agli Stati Uniti, in cui accusò gli americani di «giocare con la vita umana»; in particolare Scalfaro si rivolse contro il governatore e futuro Presidente degli Stati Uniti George W. Bush, con cui avrà sempre un rapporto difficile.
Il capitano di polizia penitenziaria della "Squadra dell'edificio della morte", cioè degli addetti alle esecuzioni del carcere di Huntsville, Fred Allen, fino ad allora favorevole alla massima sanzione, dopo la storia e la conoscenza di Karla Tucker divenne un oppositore della pena capitale; ebbe inoltre un crollo nervoso e fu costretto prima a lasciare quel lavoro e poi al pensionamento anticipato.
Suor Helen Prejean, la religiosa cattolica nota principalmente come attivista anti-pena di morte, l'anno seguente criticò duramente George Bush in diretta durante lo show di Larry King, utilizzando quindi lo stesso show in cui il governatore era apparso precedentemente per rispondere al conduttore che l'aveva sollecitato in un appello televisivo della stessa Karla Tucker (andato in onda in una puntata dell'anno prima); in quell'occasione, Bush aveva respinto ogni appello e in un'intervista scritta del 1999 a Talk Magazine avrebbe deriso la Tucker imitando persino la sua voce, per cui fu sommerso dalle critiche per quella che fu percepita come una mancanza di rispetto, cosa a cui cercò poi di rimediare con riferimenti religiosi e dicendo di pregare per lei (il che suscitò la rabbia degli abolizionisti).
Dopo la sua esecuzione, ci furono altre donne detenute nel braccio della morte texano (Frances Elaine Newton, Betty Lou Beets), ma anche, sull'onda del caso Tucker, delle commutazioni in ergastolo (Pamela Lynn Perillo, 2000). Inoltre tra i detenuti maschi ebbe luogo l'unica commutazione a poche ore dall'esecuzione avvenuta dal 1976 in poi, quando la Commissione per la Grazia e la Libertà Vigilata consigliò al governatore Rick Perry la commutazione in ergastolo con la condizionale per Kenneth Foster, jr.

## Riferimenti nella cultura di massa

### Musica
- The Tomorrowpeople - America's Deathrow Sweetheart, dall'album Marijuana Beach (1999)
- Indigo Girls - Faye Tucker, da Come on Now Social (1999)
- Richard Dobson - Ballad of Chipita and Karla Faye, da Global Village Garage (1999)
- Mary Gauthier - Karla Faye, da Drag Queens in Limousines (2001)
- David Knopfler - Karla Faye, da Wishbones (2002)

### Filmografia
- Difesa ad oltranza - Last Dance (1996) con Sharon Stone, film ispirato vagamente alla storia di Karla Tucker, che racconta di una donna bianca condannata e giustiziata nonostante gli sforzi del suo avvocato[15][16]; uscì due anni prima della vera esecuzione per tentare di sensibilizzare l'opinione pubblica.
- A Question of Mercy: The Karla Faye Tucker Story (1998), documentario televisivo di Rob Feldman.
- Dead Woman Walking: The Karla Faye Tucker Story (1999), American Justice, episodio TV di Bill Kurtis.
- The Power of Forgiveness: The Story of Karla Faye Tucker (2000)

- Crossed Over (2002), film con Jennifer Jason Leigh e Diane Keaton.[17]
- Karla Faye Tucker: Forevermore (2004), Film documentario diretto da Helen Gibson.[18]